# Danh sách tỷ phú Ả Rập Xê Út theo giá trị tài sản
Dưới đây là danh sách các tỷ phú Ả Rập Xê Út theo giá trị tài sản. Nó được tổng hợp, biên soạn và xuất bản trên tạp chí Forbes của Mỹ vào năm 2008. Đây là một phần danh sách những người giàu nhất tại Ả Rập Xê Út. Những bản danh sách toàn diện khác thì được xuất bản trên tạp chí Arabian Business ở Dubai.

## Danh sách 9 tỷ phú giàu nhất Ả Rập Xê Út
| Họ và tên                        | Năm sinh | Khối tài sản ước tính (tỷ đô la Mỹ) | Nguồn gốc tài sản |
| -------------------------------- | -------- | ----------------------------------- | ----------------- |
| Al-Waleed bin Talal              | 1955     | 19,3                                | Đầu tư            |
| Gia tộc Al Juffali               |          | 19,8                                | Đa dạng           |
| Gia tộc Al Delaimi               |          | 7,7                                 | Dầu khí           |
| Mohammed Hussein Al Amoudi       | 1947     | 10,9                                | Đa dạng           |
| Gia tộc Almana                   |          |                                     | Xây dựng          |
| Saleh Kamel                      | 1941     | 2,3                                 | Đa dạng           |
| Arqam Tariq                      |          | 3                                   | Đa dạng           |
| Khalid bin Mahfouz và gia đình   | 1949     | 2,8                                 | Đa dạng           |
| Jasser Abdullah Jasser Al Ahmadi |          | 2,8                                 | Ô tô              |